# Steve Clark (futbolista)
Steve Clark (Mason, Míchigan, Estados Unidos, 14 de abril de 1986) es un futbolista estadounidense. Juega de portero.

## Trayectoria

### Inicios
Clark jugó al fútbol para los Golden Grizzlies de la Universidad de Oakland entre 2005 y 2008, equipo con el cual ganó dos títulos de la NCAA. Durante ese tiempo también jugó para los Michigan Bucks, un equipo de la Premier Development League. Con estos últimos llegó a jugar en la U.S. Open Cup en tres ocasiones consecutivas (entre 2006 y 2008), además de acumular un total de 75 partidos jugados con el club en cuatro temporadas.
Clark firmó su primer contrato profesional en 2009 con el Charleston Battery de la USL First Division de Estados Unidos. No obstante, tras firmar el contrato viajó a Inglaterra para probarse con el Bradford City, pasando casi un mes bajo el tutelaje de Nigel Martyn. Finalmente no pudo quedarse de forma permanente en el club inglés debido a que no pudo obtener su permiso de trabajo.

### Hønefoss BK
Luego de dejar Bradford, Clark partió para Noruega para probarse con el Stabæk y el Hønefoss BK  de la Tippeligaen, finalmente fichando por este último. Hizo su debut en la Tippeligaen el 5 de abril de 2010, en la derrota 1-5 ante el FK Haugesund. Luego de lesionarse un par de partidos después, Clark no volvió a jugar por el resto de la temporada. El Hønefoss terminaría descendiendo a la segunda división ese año.
Clark fue nombrado como el portero titular para la temporada 2011, siendo fundamental en la campaña del club que lo llevó de vuelta a la máxima división del fútbol noruego.
En 2012 fue incluido en el once estelar de la liga por la cadena noruega TV2, además de ser nombrado como jugador del año por el Ringeriks Blad y la asociación de hinchas del Hønefoss.

### Columbus Crew
Clark fue fichado por el Columbus Crew de la Major League para 2014 en diciembre de 2013, como parte de un acuerdo con el Seattle Sounders. Los Sounders recibieron una selección de quinta ronda del SuperDraft de 2015 de la MLS a cambio de los derechos de Clark. En su primera temporada con el equipo, Clark jugó como titular todos los partidos del club, incluyendo la serie de semifinales de conferencia frente al New England Revolution en la postemporada.

## Estadísticas
Actualizado al último partido disputado el 9 de marzo de 2020.
| West Michigan Edge Estados Unidos                                                      | 4.ª           | 2006          | 13  | 0 | -  | - | - | - | 13  | 0 |
| West Michigan Edge Estados Unidos                                                      | Total club    | Total club    | 13  | 0 | 0  | 0 | 0 | 0 | 13  | 0 |
| Michigan Bucks Estados Unidos                                                          | 4.ª           | 2006          | 13  | 0 | 3  | 0 | - | - | 16  | 0 |
| Michigan Bucks Estados Unidos                                                          | 4.ª           | 2007          | 16  | 0 | 1  | 0 | - | - | 17  | 0 |
| Michigan Bucks Estados Unidos                                                          | 4.ª           | 2008          | 16  | 0 | 1  | 0 | - | - | 17  | 0 |
| Michigan Bucks Estados Unidos                                                          | 4.ª           | 2009          | 15  | 0 | -  | - | - | - | 15  | 0 |
| Michigan Bucks Estados Unidos                                                          | Total club    | Total club    | 60  | 0 | 5  | 0 | 0 | 0 | 65  | 0 |
| Charleston Battery Estados Unidos                                                      | 3.ª           | 2009          | 0   | 0 | 0  | 0 | - | - | 0   | 0 |
| Charleston Battery Estados Unidos                                                      | Total club    | Total club    | 0   | 0 | 0  | 0 | 0 | 0 | 0   | 0 |
| Hønefoss · Noruega                                                                     | 1.ª           | 2010          | 4   | 0 | 0  | 0 | - | - | 4   | 0 |
| Hønefoss · Noruega                                                                     | 2.ª           | 2011          | 30  | 0 | 2  | 0 | - | - | 32  | 0 |
| Hønefoss · Noruega                                                                     | 1.ª           | 2012          | 30  | 0 | 0  | 0 | - | - | 30  | 0 |
| Hønefoss · Noruega                                                                     | 1.ª           | 2013          | 30  | 0 | 1  | 0 | - | - | 31  | 0 |
| Hønefoss · Noruega                                                                     | Total club    | Total club    | 94  | 0 | 3  | 0 | 0 | 0 | 97  | 0 |
| Columbus Crew S. C. Estados Unidos                                                     | 1.ª           | 2014          | 36  | 0 | 2  | 0 | - | - | 38  | 0 |
| Columbus Crew S. C. Estados Unidos                                                     | 1.ª           | 2015          | 39  | 0 | -  | - | - | - | 39  | 0 |
| Columbus Crew S. C. Estados Unidos                                                     | 1.ª           | 2016          | 32  | 0 | 0  | 0 | - | - | 32  | 0 |
| Columbus Crew S. C. Estados Unidos                                                     | Total club    | Total club    | 107 | 0 | 2  | 0 | 0 | 0 | 109 | 0 |
| AC Horsens Dinamarca                                                                   | 1.ª           | 2016-17       | 11  | 0 | 6  | 0 | - | - | 17  | 0 |
| AC Horsens Dinamarca                                                                   | Total club    | Total club    | 11  | 0 | 6  | 0 | 0 | 0 | 17  | 0 |
| D. C. United Estados Unidos                                                            | 1.ª           | 2017          | 5   | 0 | -  | - | - | - | 5   | 0 |
| D. C. United Estados Unidos                                                            | 1.ª           | 2018          | 3   | 0 | 1  | 0 | - | - | 4   | 0 |
| D. C. United Estados Unidos                                                            | Total club    | Total club    | 8   | 0 | 1  | 0 | 0 | 0 | 9   | 0 |
| Portland Timbers Estados Unidos                                                        | 1.ª           | 2018          | 8   | 0 | -  | - | - | - | 8   | 0 |
| Portland Timbers Estados Unidos                                                        | 1.ª           | 2019          | 25  | 0 | 4  | 0 | - | - | 29  | 0 |
| Portland Timbers Estados Unidos                                                        | 1.ª           | 2020          | 2   | 0 | 0  | 0 | - | - | 2   | 0 |
| Portland Timbers Estados Unidos                                                        | Total club    | Total club    | 35  | 0 | 4  | 0 | 0 | 0 | 39  | 0 |
| Total carrera                                                                          | Total carrera | Total carrera | 328 | 0 | 21 | 0 | 0 | 0 | 349 | 0 |
| (1) Incluye datos de la US Open Cup, la Copa de Noruega y los playoffs de la Superliga |               |               |     |   |    |   |   |   |     |   |